# Giovanni Battista Piazzetta
Giovanni Battista (o Giambattista) Piazzetta (Venezia, 13 febbraio 1682 – Venezia, 29 aprile 1754) è stato un pittore italiano.

## Biografia
Figlio di Giacomo, scultore e intagliatore del legno, Giovanni Battista Piazzetta nacque a Venezia il 13 febbraio 1682. Dopo una prima educazione artistica nella bottega del padre, passò verso il 1697 in quella del pittore Antonio Molinari. Va tuttavia detto che l'artista, in una lettera del 10 agosto 1744 ad Angelo Nicolosi, indicava come suo primo maestro il veneziano Silvestro Manaigo. A vent'anni si recò a Bologna dove conobbe l'opera di Giuseppe Maria Crespi, che esercitò su di lui una profonda impressione. L'influenza che sul Crespi aveva esercitato Carlo Cignani può spiegare le analogie tra alcune opere del Piazzetta, come la Gloria di San Domenico e il capolavoro del Cignani, l'affresco della cupola della cappella della Madonna del Fuoco nel duomo di Forlì.

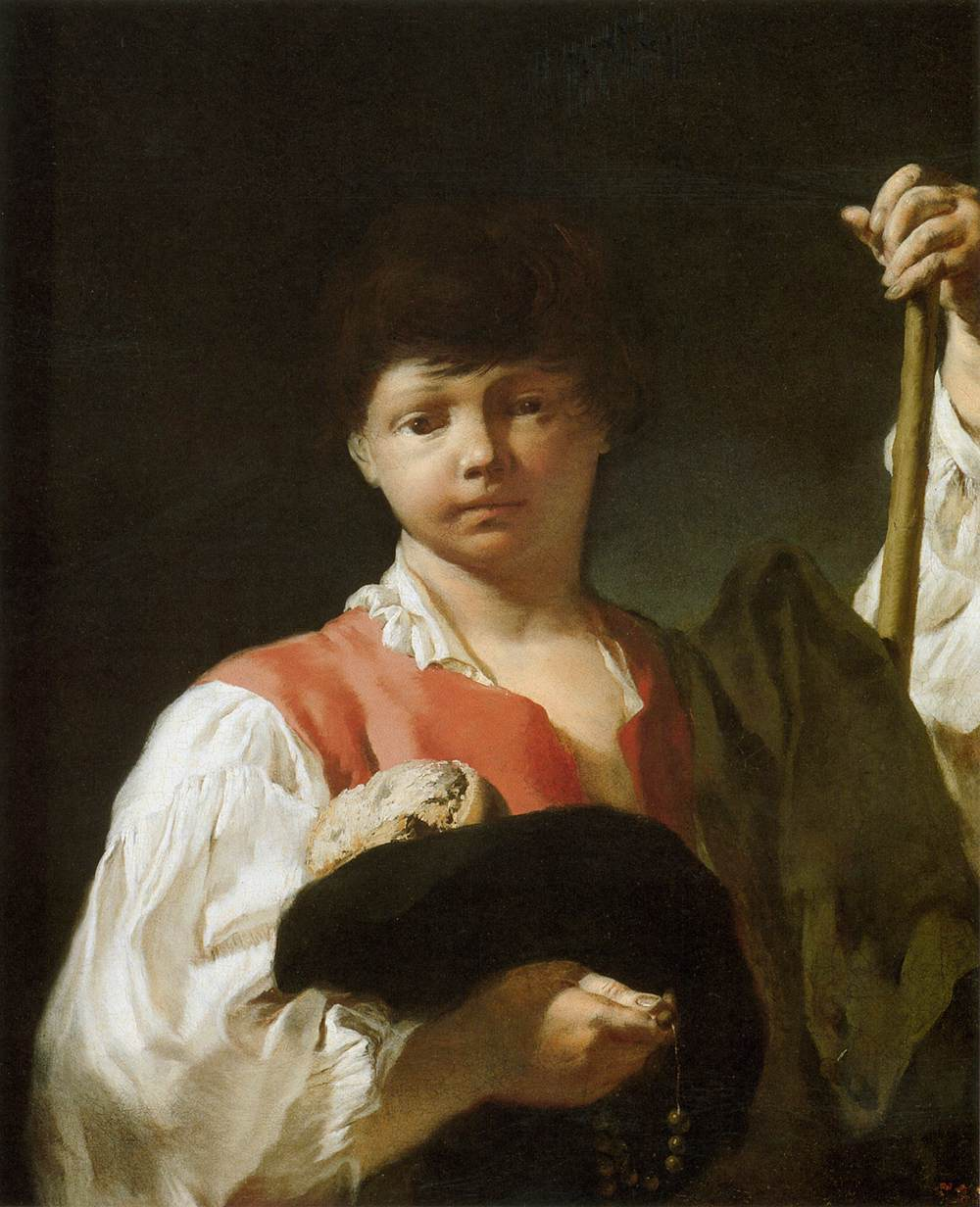
olio su tela di Giovanni Battista Piazzetta dell'Art Institute of Chicago

Tornato a Venezia, nel 1711 figura iscritto alla “Fraglia dei Pittori”. Qui ottenne le prime importanti commissioni come la pala della Madonna e l'Angelo Custode, eseguita tra il 1717 e il 1718 per la omonima Scuola in campo dei Santi Apostoli, della quale sopravvivono un frammento conservato al Detroit Institute of Art e il fine bozzetto del Los Angeles County Museum of Art. Degli stessi anni è probabilmente il ritratto della pittrice Giulia Lama che, secondo la tradizione romantica, per il suo timbro sensuale e appassionato evidenzierebbe un legame tra i due artisti più intimo di quanto emerga dai documenti. L'Arresto di san Giacomo segnò l'inizio di un momento della carriera del Piazzetta ricco di importanti commissioni religiose. La tela è considerata, al pari del Martirio di san Bartolomeo, dipinto negli stessi anni da Giambattista Tiepolo (1696 - 1770) e come questo destinato alla chiesa di San Stae, uno dei capolavori chiave della pittura della prima metà del XVII secolo e testimonia quanto l'artista prediligesse il contenuto drammatico e il chiaroscuro violento. Il 22 novembre 1724 Piazzetta sposò Rosa Muzioli nella chiesa dei Padri Cappuccini alla Giudecca, e nello stesso anno cominciò la collaborazione con l'editore veneziano Giambattista Albrizzi, che culminò tra il 1736 ed il 1757 (dopo la morte dell'artista) con la pubblicazione in dieci volumi delle Oeuvres de Jacques-Bénigne Bousset, corredate da incisioni disegnate del Piazzetta.
Sempre negli anni venti del secolo realizzò la sua prima opera monumentale, la Gloria di san Domenico per la basilica dei Santi Giovanni e Paolo. Cosciente dei pericoli insiti in quel suo deciso chiaroscuro, eseguì una composizione con un cielo aperto senza barocchismi architettonici, smorzando i bruni con i toni freddi e giungendo a una luminosità più pacata. La sua notorietà, che aveva ormai varcato i confini veneziani, raggiunse l'apice nel 1727 quando fu eletto membro dell'Accademia Clementina di Bologna.
Con l'Estasi di San Francesco, dipinta per la chiesa dell’Araceli di Vicenza, Piazzetta introdusse elementi inusuali, soprattutto sul piano iconografico. All'interno di un consolidato schema compositivo - ripreso dalla pala con la Visione di San Filippo Neri di Santa Maria della Fava - l'artista rappresentò non il momento dell'estasi vera e propria, ma quello immediatamente successivo. nel quale il santo riposa svenuto e sfinito, con il volto tirato tra le braccia di un angelo.
Nel 1738 terminò la pala con i Santi Vincenzo Ferreri, Giacinto e Lodovico Bertrando iniziata tre anni prima per la chiesa dei Gesuati, e l'anno successivo fu menzionato nell'elenco degli accademici d'onore dell'Accademia Clementina di Bologna, quale “egregio, ed aggiustato pittor viniziano”. Nell'ultimo periodo Piazzetta alternò a convenzionali composizioni “storiche”. come La Morte di Dario, a soggetti religiosi di minor importanza e soprattutto scene di genere come L'indovina delle Gallerie dell'Accademia, o L'idillio sulla spiaggia del Wallraf-Richartz Museum di Colonia.
In riconoscimento dei suoi meriti e delle sue note qualità didattiche, fu nominato nel 1750 direttore della Scuola di nudo dell'Accademia veneziana, istituita in quello stesso anno dal Senato. Anche con tali gratificazioni, il Piazzetta trascorse gli ultimi anni in indigenza; la morte sopraggiunse il 29 aprile 1754 nella sua casa al ponte dei Saloni a San Gregorio.
Tra i suoi allievi si ricorda Paolo de Lorenzi.

## Opere a Roma
- Giuditta e Oloferne, Galleria Corsini, Roma  Galleria Orsini Piazzetta Giusitta (JPG), su arcobaleno.net. URL consultato il 15 maggio 2022 (archiviato dall'url originale il 12 giugno 2010).
- Giuditta e Oloferne, Accademia di San Luca, Roma  Giuditta e Oloferne, su accademiasanluca.eu, Accademia San Luca, marzo 2018. URL consultato il 15 maggio 2022 (archiviato dall'url originale il 15 maggio 2022).

## Opere a Venezia
- L'indovina, Gallerie dell'Accademia
- Il martirio di San Giacomo, Chiesa di San Stae
- Gloria di San Domenico, Chiesa dei Santi Giovanni e Paolo
- Visione di San Filippo Neri, Chiesa di Santa Maria della Fava

## Opere alla Residenzgalerie di Salisburgo (Austria) ed a alla Nàrodnì Galerie di Praga[2]
- Pastorello
- Contadina
- San Giuseppe con bambino